# Società Sportiva Turris Calcio 2020-2021
Questa voce raccoglie le informazioni riguardanti la Società Sportiva Turris Calcio nelle competizioni ufficiali della stagione 2020-2021.

## Divise e sponsor
Il fornitore tecnico per la stagione 2020-2021 è EYE Sport. Lo sponsor di maglia è Colma.
| Casa | Trasferta |

## Rosa
| N. |                      | Ruolo | Calciatore             |
| -- | -------------------- | ----- | ---------------------- |
| 1  | Italia (bandiera)    | P     | Alessandro Abagnale    |
| 2  | Italia (bandiera)    | D     | Stefano Esempio        |
| 3  | Italia (bandiera)    | D     | Ciro Loreto            |
| 4  | Italia (bandiera)    | C     | Daniele Franco         |
| 5  | Italia (bandiera)    | D     | Filippo Lorenzini      |
| 6  | Italia (bandiera)    | C     | Antonio Romano         |
| 7  | Italia (bandiera)    | A     | Luca Pandolfi          |
| 8  | Venezuela (bandiera) | C     | Franco Signorelli      |
| 9  | Italia (bandiera)    | A     | Fabio Longo (capitano) |
| 10 | Italia (bandiera)    | C     | Luca Giannone          |
| 11 | Italia (bandiera)    | A     | Salvatore Sandomenico  |
| 11 | Moldavia (bandiera)  | A     | Alexandru Boiciuc      |
| 12 | Italia (bandiera)    | P     | Flavio Lonoce          |
| 13 | Italia (bandiera)    | D     | Francesco D'Oriano     |
| 13 | Italia (bandiera)    | A     | Danilo Ventola         |
| 14 | Italia (bandiera)    | C     | Raffaele Fabiano       |

| N. |                      | Ruolo | Calciatore          |
| -- | -------------------- | ----- | ------------------- |
| 15 | Italia (bandiera)    | C     | Daniele Marchese    |
| 15 | Italia (bandiera)    | D     | Mattia Pitzalis     |
| 16 | Italia (bandiera)    | D     | Francesco Di Nunzio |
| 17 | Italia (bandiera)    | C     | Giuseppe Esposito   |
| 18 | Italia (bandiera)    | A     | Mattia Persano      |
| 19 | Italia (bandiera)    | A     | Giuliano Alma       |
| 22 | Italia (bandiera)    | P     | Simone Barone       |
| 23 | Italia (bandiera)    | C     | Gabriele Carannante |
| 24 | Italia (bandiera)    | D     | Pasquale Rainone    |
| 25 | Italia (bandiera)    | C     | Nunzio Brandi       |
| 26 | Senegal (bandiera)   | D     | Malick Lame         |
| 27 | Italia (bandiera)    | D     | Luigi D'Ignazio     |
| 28 | Italia (bandiera)    | D     | Simone D'Alessandro |
| 29 | Italia (bandiera)    | C     | Simone Tascone      |
| 33 | Argentina (bandiera) | C     | Franco Da Dalt      |
| 34 | Italia (bandiera)    | C     | Angelo Pio Capuozzo |

## Calciomercato

### Sessione estiva(dal 01/09 al 05/10)
| Acquisti | Acquisti              | Acquisti       | Acquisti      |
| R.       | Nome                  | da             | Modalità      |
| -------- | --------------------- | -------------- | ------------- |
| P        | Alessandro Abagnale   | AlbinoLeffe    | definitivo    |
| P        | Simone Barone         | Spezia         | definitivo    |
| P        | Christian Cefariello  | Gelbison       | fine prestito |
| D        | Luigi D'Ignazio       | Napoli         | prestito      |
| D        | Giovanni Federico     | Marcianise     | fine prestito |
| D        | Paolo Giofrè          | Pescara        | definitivo    |
| D        | Bruno Pio Giordano    | Salernitana    | definitivo    |
| D        | Malick Lame           | Casertana      | definitivo    |
| D        | Filippo Lorenzini     | AZ Picerno     | definitivo    |
| D        | Ciro Loreto           | Como           | definitivo    |
| D        | Pasquale Rainone      | Casertana      | svincolato    |
| C        | Nunzio Brandi         | Verona         | prestito      |
| C        | Antonio Romano        | Pianese        | svincolato    |
| C        | Franco Signorelli     | Vibonese       | svincolato    |
| C        | Simone Tascone        | Pescara        | svincolato    |
| A        | Luca Giannone         |                | svincolato    |
| A        | Luca Pandolfi         | Virtus Entella | definitivo    |
| A        | Mattia Persano        | Rieti          | svincolato    |
| A        | Salvatore Sandomenico | Cavese         | svincolato    |

| Cessioni | Cessioni             | Cessioni             | Cessioni   |
| R.       | Nome                 | a                    | Modalità   |
| -------- | -------------------- | -------------------- | ---------- |
| P        | Christian Cefariello | FC Francavilla       | svincolato |
| P        | Ivano Feola          |                      | svincolato |
| P        | Giuseppe Piazza      | Giugliano            | prestito   |
| P        | Federico Siani       | Rotonda              | prestito   |
| D        | Alfonso Credentino   | Casoria              | svincolato |
| D        | Giovanni Federico    | Marcianise           | svincolato |
| D        | Paolo Giofrè         | Messina              | definitivo |
| D        | Stefano Riccio       | Frattese             | svincolato |
| D        | Alessandro Varchetta | Real Agro Aversa     | svincolato |
| C        | Domenico Aliperta    | Messina              | svincolato |
| C        | Michael Fibiano      | Frattese             | svincolato |
| C        | Daniele Forte        | Arzignano Valchiampo | svincolato |
| C        | Giuseppe Palma       | FC Messina           | svincolato |
| A        | Marzio Celiento      | Frattese             | svincolato |
| A        | Vincenzo Di Dato     | Giugliano            | prestito   |
| A        | Umberto Prisco       | Afragolese           | svincolato |
| A        | Mousa Balla Sowe     | Monterosi            | svincolato |

### Sessione invernale(dal 04/01 al 01/02)
| Acquisti | Acquisti            | Acquisti | Acquisti      |
| R.       | Nome                | da       | Modalità      |
| -------- | ------------------- | -------- | ------------- |
| P        | Federico Siani      | Rotonda  | fine prestito |
| D        | Mattia Pitzalis     | Olbia    | prestito      |
| C        | Gabriele Carannante | Parma    | prestito      |
| A        | Danilo Ventola      | Ascoli   | prestito      |

| Cessioni | Cessioni              | Cessioni   | Cessioni   |
| R.       | Nome                  | a          | Modalità   |
| -------- | --------------------- | ---------- | ---------- |
| P        | Federico Siani        | AZ Picerno | prestito   |
| D        | Francesco D'Oriano    | Afragolese | prestito   |
| C        | Daniele Marchese      | Afragolese | prestito   |
| A        | Luca Pandolfi         | Brescia    | definitivo |
| A        | Angelo Tarallo        | Afragolese | prestito   |
| A        | Salvatore Sandomenico | Nocerina   | definitivo |

### Operazioni successive alla sessione invernale
| Acquisti | Acquisti          | Acquisti | Acquisti   |
| R.       | Nome              | da       | Modalità   |
| -------- | ----------------- | -------- | ---------- |
| A        | Alexandru Boiciuc |          | svincolato |

| Cessioni | Cessioni              | Cessioni | Cessioni   |
| R.       | Nome                  | a        | Modalità   |
| -------- | --------------------- | -------- | ---------- |
| D        | Simone D'Alessandro   |          | svincolato |
| A        | Salvatore Sandomenico |          | svincolato |

## Risultati

### Serie C

#### Girone di andata
| Arbitro: | Longo (Paola) |

|                          |           |                          |
| Santaniello 26’ Tito 74’ | Marcatori | 85’ Persano 90+2’ Romano |

| Arbitro: | Lovison (Padova) |

|              |           |  |
| Giannone 27’ | Marcatori |  |

| Arbitro: | Vergaro (Bari) |

|                 |           |                 |
| Franco 24’, 46’ | Marcatori | 26’ Baschirotto |

| Arbitro: | Villa (Rimini) |

|  |           |              |
|  | Marcatori | 41’ Giannone |

| Arbitro: | Maggio (Lodi) |

|              |           |             |
| Pandolfi 50’ | Marcatori | 81’ Arlotti |

| Arbitro: | Galipò (Firenze) |

|  |           |                |
|  | Marcatori | 90+5’ Pandolfi |

| Arbitro: | Kumara (Verona) |

|  |           |                                       |
|  | Marcatori | 10’ Diop 20’ Sbampato 85’ Bonavolontà |

| Arbitro: | Panettella (Bari) |

|                          |           |                                                       |
| Castaldo 22’ Izzillo 60’ | Marcatori | 9’ Giannone 43’ Romano 67’ (rig.) Franco 70’ Pandolfi |

| Arbitro: | Natilla (Molfetta) |

|  |           |                        |
|  | Marcatori | 55’, 76’ (rig.) Cianci |

| Arbitro: | Virgilio (Trapani) |

|                        |           |                        |
| Curcio 45’, 68’ (rig.) | Marcatori | 18’ Longo 53’ Pandolfi |

| Arbitro: | D'Ascanio (Ancona) |

|             |           |              |
| Rainone 47’ | Marcatori | 11’ Codromaz |

| Lentini 22 novembre 2020, ore 14:30 CET 12ª giornata | Catania             | 0 – 0 referto | Turris | Stadio Angelino Nobile (0 spett.)\| Arbitro: \| Angelucci (Foligno) \| |
| Arbitro:                                             | Angelucci (Foligno) |               |        |                                                                        |

| 29 novembre 2020 13ª giornata |  | – (turno di riposo) |  |  |

| Arbitro: | Marini (Trieste) |

|                                     |           |             |
| Risolo 44’ Evacuo 80’ Curiale 90+5’ | Marcatori | 23’ Esempio |

| Arbitro: | Maranesi (Ciampino) |

|              |           |             |
| Giannone 70’ | Marcatori | 19’ Santoro |

| Arbitro: | Perenzoni (Rovereto) |

|                          |           |                   |
| Falletti 13’, 75’ (rig.) | Marcatori | 20’, 26’ Pandolfi |

| Arbitro: | Emmanuele (Pisa) |

|                            |           |  |
| Giannone 19’ Lorenzini 81’ | Marcatori |  |

| Arbitro: | Longo (Paola) |

|            |           |              |
| D'Ursi 39’ | Marcatori | 29’ Giannone |

| Arbitro: | Collu (Cagliari) |

|            |           |             |
| Romano 88’ | Marcatori | 33’ Plescia |

#### Girone di ritorno
| Arbitro: | Di Graci (Como) |

|  |           |                                  |
|  | Marcatori | 23’ Silvestri 66’ (rig.) Maniero |

| Arbitro: | Perri (Roma 1) |

|                                           |           |           |
| Vázquez 42’ (rig.) Ciccone 44’ Zenuni 85’ | Marcatori | 62’ Longo |

| Arbitro: | Giordano (Novara) |

|                              |           |  |
| Baschirotto 59’ Tounkara 81’ | Marcatori |  |

| Arbitro: | Zamagni (Cesena) |

|                            |           |                                    |
| Giannone 84’ Persano 90+1’ | Marcatori | 28’ Altobello 78’ (rig.) Cittadino |

| Arbitro: | Ancora (Roma 1) |

|                                      |           |              |
| Soleri 23’ De Paoli 43’ Paolucci 68’ | Marcatori | 74’ Giannone |

| Arbitro: | Bitonti (Bologna) |

|            |           |                |
| Romano 45’ | Marcatori | 17’, 48’ Lucca |

| Arbitro: | Saia (Palermo) |

|                       |           |  |
| Diop 35’ Guadagni 71’ | Marcatori |  |

| Arbitro: | De Tommaso (Rimini) |

|                                   |           |             |
| Lorenzini 19’ Giannone 77’ (rig.) | Marcatori | 17’ Pacilli |

| Arbitro: | Colombo (Como) |

|                              |           |            |
| Baclet 31’ (rig.) Sandri 69’ | Marcatori | 85’ Romano |

| Arbitro: | Caldera (Como) |

|            |           |                                     |
| Loreto 28’ | Marcatori | 23’, 89’ Curcio 81’ (aut.) Ferretti |

| Arbitro: | Nicolini (Brescia) |

|                                            |           |              |
| Marotta 22’ (rig.), 24’, 53’ Garattoni 55’ | Marcatori | 33’ Giannone |

| Arbitro: | Monaldi (Macerata) |

|           |           |  |
| Longo 18’ | Marcatori |  |

| 21 marzo 2021 32ª giornata |  | – (turno di riposo) |  |  |

| Arbitro: | Angelucci (Foligno) |

|            |           |                |
| Romano 42’ | Marcatori | 44’ Di Massimo |

| Arbitro: | Villa (Rimini) |

|                              |           |          |
| Pedro Miguel 52’ Bombagi 87’ | Marcatori | 78’ Alma |

| Arbitro: | De Tommaso (Rimini) |

|  |           |                 |
|  | Marcatori | 78’ Vantaggiato |

| Arbitro: | Vergaro (Bari) |

|                                    |           |  |
| Pompetti 20’ Gerardi 23’ Bubas 69’ | Marcatori |  |

| Arbitro: | Vigile (Cosenza) |

|                                     |           |  |
| D'Ignazio 20’ Loreto 51’ Alma 90+2’ | Marcatori |  |

| Arbitro: | De Angeli (Milano) |

|           |           |             |
| Spina 65’ | Marcatori | 77’ Persano |

## Statistiche

### Statistiche di squadra
| Competizione | Punti | In casa | In casa | In casa | In casa | In casa | In casa | In trasferta | In trasferta | In trasferta | In trasferta | In trasferta | In trasferta | Totale | Totale | Totale | Totale | Totale | Totale | D.R. |
| Competizione | Punti | G       | V       | N       | P       | Gf      | Gs      | G            | V            | N            | P            | Gf           | Gs           | G      | V      | N      | P      | Gf     | Gs     | D.R. |
| ------------ | ----- | ------- | ------- | ------- | ------- | ------- | ------- | ------------ | ------------ | ------------ | ------------ | ------------ | ------------ | ------ | ------ | ------ | ------ | ------ | ------ | ---- |
| Serie C      | 39    | 18      | 6       | 6       | 6       | 6       | 20      | 22           | 18           | 3            | 6            | 9            | 20           | 34     | 36     | 9      | 12     | 40     | 56     | -16  |

### Andamento in campionato
| Giornata  | 1 | 2 | 3 | 4 | 5 | 6 | 7 | 8 | 9 | 10 | 11 | 12 | 13 | 14 | 15 | 16 | 17 | 18 | 19 | 20 | 21 | 22 | 23 | 24 | 25 | 26 | 27 | 28 | 29 | 30 | 31 | 32 | 33 | 34 | 35 | 36 | 37 | 38 |
| --------- | - | - | - | - | - | - | - | - | - | -- | -- | -- | -- | -- | -- | -- | -- | -- | -- | -- | -- | -- | -- | -- | -- | -- | -- | -- | -- | -- | -- | -- | -- | -- | -- | -- | -- | -- |
| Luogo     | T | C | C | T | C | T | C | T | C | T  | C  | T  | –  | T  | C  | T  | C  | T  | C  | C  | T  | T  | C  | T  | C  | T  | C  | T  | C  | T  | C  | –  | C  | T  | C  | T  | C  | T  |
| Risultato | N | V | V | V | N | V | P | V | P | N  | N  | N  | –  | P  | N  | N  | V  | N  | N  | P  | P  | P  | N  | P  | P  | P  | V  | P  | P  | P  | V  | –  | N  | P  | P  | P  | V  | N  |
| Posizione | 5 | 7 | 2 | 2 | 3 | 4 | 6 | 5 | 5 | 5  | 4  | 6  | 4  | 8  | 9  | 9  | 8  | 8  | 8  | 8  | 8  | 11 | 10 | 13 | 13 | 13 | 12 | 13 | 14 | 14 | 13 | 14 | 14 | 15 | 15 | 15 | 15 | 14 |

Legenda:

Luogo: C = Casa; T = Trasferta. Risultato: V = Vittoria; N = Pareggio; P = Sconfitta.